# Властелины вселенной (альбом)
Властелины вселенной — девятый студийный альбом в дискографии группы «Тараканы!». 
Презентация альбома прошла 15 сентября 2006 года в клубе «Точка».

## Список композиций
1. «Вечер мокрых маек» (Бурим, Спирин / Спирин) — 1:01
2. «Верните XTC на танцпол» (Бурим, Спирин / Спирин) — 2:43
3. «Диснейлэнд закрыт» (Бурим / Спирин) — 2:11
4. «Кто-то из нас двоих» (Бурим / Спирин) — 3:40
5. «Демоны внутри меня» (Бурим, Спирин / Спирин) — 3:01
6. «Я тебя найду» (Бурим / Спирин) — 4:07
7. «Властелины Intro» — 0:35
8. «Властелины вселенной» (Бурим / Спирин) — 2:33
9. «Жир» (Бурим / Спирин) — 2:10
10. «Позволь мне побыть одному» (Бурим / Спирин) — 3:48
11. «Отличные парни» (Бурим / Спирин) — 3:14
12. «В печь!» (Спирин / Спирин) — 2:28
13. «Не дай им добраться до нас» (Спирин / Спирин) — 4:15
14. «Беги, Форрест» (Бурим / Спирин) — 2:54
15. «10.000.000» (Бурим / Спирин) — 3:50
16. «Спокойной ночи, детки» (Бурим, Спирин / Спирин) — 3:12

### Бонус-треки на коллекционном издании
1. «Новая кровь» — 1:53
2. «Не дай им добраться до нас» (Rickenbacker Version) (Спирин / Спирин) — 4:10

## Видеоклипы
- «Кто-то из нас двоих»
- «Верните XTC на танцпол» (реж. Владимир Родионов)

## История записи
Студия «SIM Records», Москва, лето 2006 года.

## Музыканты
- Дмитрий Спирин — вокал, бэк-вокал
- Денис Бурим — гитара, бэк-вокал
- Евгений Ермолаев — бас-гитара, бэк-вокал
- Сергей Батраков — барабаны

### Приглашённые музыканты
- Женя Огурцова («Ранетки») — женский бэк-вокал
- Лера Козлова («Ранетки») — женский бэк-вокал
- Алексей Заев — бэк-вокал
- Всеволод Саксонов — клавишные
- Евгений Хавтан («Браво») — гитара (18)
- Оксана Кочубей («Life & Joy») — женский вокал (13)
- Саша «Пропеллер» Телехов («Элизиум») — вокал (16)
- Слава «Дацент» Бирюков («Distemper») — вокал (16)
- Дмитрий «Судзуки» Судзиловский («Тринадцатое созвездие») — вокал (16)
- Кирилл Ерёмин («P.P.SKA») — вокал (16)
- Сергей («P.P.SKA») — вокал (16)

## Награды
«Альбом года» — «Punk Gazetka Awards 2006»

## Интересные факты
- Помимо «Властелины вселенной», предполагаемыми названиями альбома были «Верните экстази на танцпол» и «Время гламурных людоедов»[2];
- На песни «Верните XTC на танцпол» и «Кто-то из нас двоих» были сняты видеоклипы;
- «Властелины Intro» — финальный монолог Доктора Ватсона (Виталий Соломин) из второй (заключительной) серии фильма «XX век начинается» — «Приключения Шерлока Холмса и доктора Ватсона»;
- Изначально предполагалось, что женскую вокальную партию в песне «Жир» исполнит Анфиса Чехова